# Typschiff
Das Typschiff – auch bekannt als Klassenschiff oder Leitschiff – (englisch Lead ship, Leading ship, Class leader) ist das erste einer Serie oder Klasse von Schiffen, welche alle nach den gleichen Entwurfskriterien gebaut wurden oder gebaut werden. In seltenen Fällen besteht die Klasse nur aus einem einzigen Schiff, dann ist das sogenannte Einzelschiff – im Normalfall, wenn nicht anders ausgewiesen – ebenfalls das Typschiff seiner Klasse.

## Geschichte

### Allgemeines zum Typschiff
Ein Typ- oder Klassenschiff ist stets das erstgebaute Schiff einer Serie aus einem oder mehreren weiteren Schiffen, die diesem technisch – und meistens auch optisch – entsprechen, mit ihm also baugleich sind. Allerdings sind vor allem große Schiffe im inneren Bereich sehr komplex aufgebaut und benötigen daher mehrere Jahre bis zu ihrer Fertigstellung, sodass es selten vorkommt, dass zwei Exemplare der Klasse technisch völlig identisch ausfallen. Das zweite und die weiteren müssen oft in Bau gegeben werden, bevor das erste überhaupt vom Stapel gelaufen ist. Da es in jedem Fall billiger ist, Kopien statt einzelner Prototypen zu bauen, hat der Bau des Typschiffs daher technisch gesehen eine Art Leitfunktion für den Bau der nachfolgenden Einheiten, wobei es durchaus gängige Praxis ist, Verbesserungen in die Serie einfließen zu lassen. In vielen Fällen weisen die später gebauten Schwesterschiffe zahlreiche Verbesserungen auf, sodass diese im Falle von Kriegsschiffen neben besseren allgemeinen Eigenschaften auch eine wesentlich größere Kampfkraft besitzen können.
Letzterer Fall trifft beispielsweise besonders auf die italienischen Schlachtschiffe der Littorio-Klasse aus dem Zweiten Weltkrieg zu, deren letztes gebautes Schiff Roma (aus der 2. Serie, die vier Jahre später in Bau gegeben wurde) bewusst in Richtung gesteigerter Standkraft und Schlagkraft weiterentwickelt worden war.
Ein weiteres Beispiel, bei dem sich die laufende Weiterentwicklung der Schiffe einer Klasse auch optisch sehr gut nachvollziehen lässt, sind die drei deutschen Kreuzer aus den 1930er Jahren der Deutschland-Klasse mit den Namen Deutschland (später in Lützow umbenannt), Admiral Scheer und Admiral Graf Spee. Die Admiral Scheer unterschied sich von den Aufbauten her deutlich von ihrem Typschiff und die Admiral Graf Spee besaß zahlreiche interne Verbesserungen unter anderem bei der Panzerung sowie den Feuerleitanlagen und war mit ihrer Admiralsbrücke auch zur Verwendung als Flaggschiff eingerichtet.

### Klassenname nach dem ersten Schiff
Seit dem 20. Jahrhundert ist es praktisch in allen Staaten, die Schifffahrt betreiben, üblich, dass bei militärischen Schiffen das Typschiff der gesamten Klasse den Namen gibt. Auch bei zivilen Schiffen folgte insbesondere eine Reihe von größeren Linienreedereien, bei meist ausschließlich für sie gefertigten Serien, dieser Regel. Allgemein üblich ist jedoch, dass Bauwerften ihren Serienschiffstypen einen eigenen Typnamen geben unter dem diese vermarktet werden. In der Geschichte gab es von diesen Regeln jedoch zahlreiche Ausnahmen und Sonderfälle.
Es gab und gibt unterschiedliche Regelungen, die bestimmen, welches Schiff als das erste seiner Klasse gilt. Im Ausland und in der Zivilschifffahrt war es allgemein üblich, dass die Reihenfolge der Auftragsvergabe oder des Baubeginns dies festlegte. Die deutschen Marinen folgten jedoch bis 1945 der Tradition, dass jenes Schiff zum Namensgeber seiner Klasse wurde, welches zuerst vom Stapel lief.

### Namen und Zahlen
Manchmal werden zusätzlich zu Namen auch Rumpf-Nummern als Klassenbezeichnung verwendet. Dies erfolgte zum Beispiel in der United States Navy bei U-Booten wie der Los-Angeles-Klasse, die nach dem ersten Boot Los Angeles benannt wurde, jedoch inoffiziell beziehungsweise intern auch als 688-class (Klasse 688) bezeichnet wird.

### Zahlen als Klassenbezeichnung
Im Zweiten Weltkrieg wurden die Klassen oder Typen deutscher U-Boote praktisch immer mit römischen Zahlen bezeichnet, so beispielsweise unter vielen anderen die Klassen VII, XXI und XXIII, die in der deutschen Kriegsmarine aber stets als Typ VII, Typ XXI, Typ XXIII usw. bezeichnet wurden, obwohl es sich tatsächlich um Klassen handelte. Die Klassen deutscher Kriegsschiffe erhielten ansonsten stets den Namen des ersten vom Stapel gelaufenen Schiffes. Aus der Zivilschifffahrt kann man als Beispiel den in 211 Einheiten gebauten SD-14-Standardfrachter nennen, bei dem sich die Buchstaben/Zahlen-Kombination aus "Shelterdecker 14000 tons", also Zwischendecker mit 14000 Tonnen Tragfähigkeit herleitet.
Die Bundesmarine führte bei ihrer Gründung ein System von Nummern als Klassenbezeichnungen ein, das bis in die Gegenwart beibehalten wurde und sogar Schiffe und Boote erfasste, die aus ausländischen Beständen erworben wurden. So wurden die sechs von den USA ausgeliehenen Zerstörer der Fletcher-Klasse bei der Bundesmarine offiziell als Klasse 119 geführt. In jüngerer Zeit setzte es sich durch, auch den traditionellen Klassennamen nach dem ersten Schiff oder Boot wieder aufleben zu lassen. So ist die Klasse 143 A auch als Gepard-Klasse bekannt.

### Jahreszahlen
In der deutschen Marine wurden bis zum Ende des Zweiten Weltkriegs Zerstörer- und Minensuchboot-Typen nach dem Jahr benannt, in dem die Konstruktionsarbeiten begonnen wurden. So gab es die Klassen Zerstörer 1934 und Zerstörer 1936 sowie Minensuchboot 1935, Minensuchboot 1940 und Minensuchboot 1943.

### Thematische Namen
In manchen anderen Marinen kann die Klasse entweder nach dem ersten Schiff oder auch nach einem thematischen Namen bezeichnet sein. Bei der britischen Royal Navy wurden etwa die Schlachtschiffe der King-George-V-Klasse wie gewohnt nach dem erstgebauten Schiff King George V bezeichnet, während die gleichzeitig gebauten Zerstörer der Tribal-Klasse alle die Namen diverser Volksstämme tragen. Ebenfalls einen thematischen Klassennamen hatte auch der Standard-Frachtschiffstyp Pioneer, der von der Werft Blohm & Voss als Ersatz für die damals alternde Flotte der Liberty-Frachter und Victory-Schiffe entwickelt wurde. Die Bezeichnung Pioneer dieses 19-mal gebauten Typs steht dabei für die damals völlig neuartige Konstruktionsweise.

### Suggestivnamen
Eine andere Kuriosität stellten die italienischen U-Boote der Adua-Klasse im Zweiten Weltkrieg dar. Diese waren neben der eigentlichen Klassen-Nummer nach afrikanischen Städten hauptsächlich aus dem damaligen kolonialen Italienisch-Ostafrika benannt (Adua ist der italienische Name der äthiopischen Stadt Adwa). Die Boote dieser Klasse wurden daher inoffiziell auch Africani, also „Afrikaner“, genannt. Neben den fünf Serien des U-Boot-Typs 600 hatten die anderen Klassen italienischer U-Boote, wie sonst üblich, einen dem erstgebauten Schiff entlehnten Klassennamen.

### Klassennamen und Einzelschiffe
Allerdings gab es auch in der Geschichte einige Fälle, in denen eine Schiffsklasse nur aus einem einzigen Schiff bestand und dieses Einzelschiff daher Typ- und Serienschiff zugleich war. Beispiele hierfür sind der niederländische Leichte Kreuzer De Ruyter der De-Ruyter-Klasse von 1936, das letzte fertiggestellte britische Schlachtschiff Vanguard der Vanguard-Klasse von 1946 oder der erste Atomkreuzer Long Beach von 1961, welcher die einzige Einheit der Long-Beach-Klasse ist.
Ein weiteres berühmtes Einzelschiff war der britische Schlachtkreuzer Hood von 1920, der am Ende als einziges Schiff der Admiral-Klasse gebaut wurde, während die drei Schwesterschiffe Rodney, Anson und Howe nach Baueinstellung abgewrackt worden. Damit zählte die Hood zu den ganz wenigen Ausnahmen, bei denen das Einzelschiff nicht einer nach dem eigenen Namen benannten Klasse angehörte.